# Sekundærrute 185
Sekundærrute 185 er en rutenummereret hovedlandevej i Øst-, Midt- og Vestjylland.
Ruten går fra den nordligste rundkørsel i Lund ved Horsens og videre mod nordvest, øst og nord om Nørre Snede, syd og vest om Ejstrupholm, gennem Ikast, Ilskov og Simmelkær, øst om Hodsager og slutter ved Primærrute 16 nær Mejrup Kirkeby øst for Holstebro.
Rute 185 har en længde på 98 km.